# Мюккенбергер, Эрих
Эрих Мюккенбе́ргер (нем. Erich Mückenberger; 8 июня 1910, Хемниц — 10 февраля 1998, Берлин) — немецкий политик, член Политбюро ЦК СЕПГ. Председатель Центральной партийной контрольной комиссии СЕПГ.

## Биография
По окончании средней школы Мюккенбергер в 1924—1927 годах выучился на слесаря. В 1924 году вступил в Союз социалистической рабочей молодёжи, занимал руководящие должности в Хемнице. В 1927 году вступил в СДПГ. В 1927—1928 годах учился в профессиональном училище текстильной промышленности и впоследствии работал слесарем и ткачом. Начиная с 1933 года находился на нелегальной работе. Был арестован в августе 1935 года и с ноября 1935 по август 1936 года содержался в концентрационном лагере Заксенбург. По приговорам нескольких судебных процессов в 1938 году ему было назначено наказание в размере десяти месяцев лишения свободы по обвинению в государственной измене. В 1942 году Мюккенбергер был вновь арестован и попал в штрафной батальон вермахта, где в январе 1945 года получил ранение. С апреля по август 1945 года находился в плену у британцев.
После слияния СДПГ и КПГ Мюккенбергер вступил в СЕПГ. В 1946 году обучался в земельной партийной школе СЕПГ и впоследствии входил в руководство СЕПГ в Хемнице. В 1949—1953 годах являлся первым секретарём земельного правления СЕПГ по Тюрингии и окружного правления СЕПГ в Эрфурте.
В 1950—1989 годах Эрих Мюккенбергер являлся депутатом Народной палаты ГДР, в 1958—1963 годах входил в состав комитета по сельскому, лесному хозяйствам и пищевой промышленности, а с 1971 года входил в состав президиума и возглавлял фракцию СЕПГ. В 1950—1989 годах Мюккенбергер также входил в состав ЦК СЕПГ и являлся кандидатом в члены, а с 1958 года — членом Политбюро ЦК СЕПГ. В 1952—1954 годах являлся депутатом окружного законодательного собрания в Эрфурте, а в 1953—1961 годах — секретарём ЦК СЕПГ.
В 1960-е годы Мюккенбергер, занимавший должность секретаря ЦК СЕПГ по сельскому хозяйству, подвергся резкой критике, что, тем не менее, не сказалось на его карьере. В 1960—1961 годах Мюккенбергер учился в Высшей партийной школе при ЦК КПСС в Москве, затем занимал должность первого секретаря окружного правления СЕПГ во Франкфурте-на-Одере, а также являлся депутатом окружного собрания с 1963 года. В 1971—1989 годах Эрих Мюккенбергер занимал должность председателя Центральной партийной контрольной комиссии при ЦК СЕПГ. В 1978—1989 годах возглавлял Общество германо-советской дружбы.
8 ноября 1989 года Эрих Мюккенбергер был исключён из состава Политбюро ЦК СЕПГ, в январе был исключён из партии. Уголовное дело по обвинению в убийствах на внутригерманской границе в отношении Мюккенбергера было прекращено в августе 1996 года.
Был награждён наградами ГДР и советскими орденами Дружбы народов (06.06.1980) и Октябрьской Революции (07.06.1985).

## Труды
- Die politische Massenarbeit im Dorf und die nächsten Aufgaben der Landwirtschaft. Berlin 1954.
- Kommunisten werden im Kampf erzogen. Berlin 1980.
- Der Menschheit ein Leben in Frieden. Ausgewählte Reden und Aufsätze, Berlin 1985.